# La mia donna
La mia donna è il primo album di Giorgio Lo Cascio, pubblicato nel 1973.

## Tracce
1. È un artista
2. Non ricordo
3. Ninna nanna
4. Sogno a stomaco vuoto
5. Sei mesi come una vita
6. Lettera dal fronte (lontano)
7. Nuovo messaggio
8. Ivana
9. Ho cercato di dirti
10. Ultima bottiglia

## Formazione
- Giorgio Lo Cascio – voce, chitarra acustica, spinetta, charango, sintetizzatore, armonica
- Alessandro Centofanti – pianoforte
- Renzo Zenobi – chitarra acustica
- Alfredo Minotti – batteria
- Sandro Ponzoni – basso
- Antonello Venditti – pianoforte, cori
- Maurizio Giammarco – flauto, sassofono, sintetizzatore